# Fissidens hoei
Fissidens hoei är en bladmossart som beskrevs av Ronald Arling Pursell 1977. Fissidens hoei ingår i släktet fickmossor, och familjen Fissidentaceae. Inga underarter finns listade i Catalogue of Life.